# Bohumila Kapplová
Bohumila Kapplová (27 de septiembre de 1944) es una deportista checoslovaca que compitió en piragüismo en la modalidad de eslalon. Ganó cinco medallas en el Campeonato Mundial de Piragüismo en Eslalon entre los años 1965 y 1975.

## Palmarés internacional
| Campeonato Mundial | Campeonato Mundial                 | Campeonato Mundial | Campeonato Mundial |
| Año                | Lugar                              | Medalla            | Competición        |
| ------------------ | ---------------------------------- | ------------------ | ------------------ |
| 1965               | Spittal (Austria)                  | Medalla de plata   | K1 por equipos     |
| 1967               | Lipno nad Vltavou (Checoslovaquia) | Medalla de plata   | K1 por equipos     |
| 1969               | Bourg-Saint-Maurice (Francia)      | Medalla de plata   | K1 por equipos     |
| 1971               | Merano (Italia)                    | Medalla de bronce  | K1 por equipos     |
| 1975               | Skopie (Yugoslavia)                | Medalla de bronce  | K1 por equipos     |